# 박진우 (골프 선수)
박진우(1974년 ~ )는 대한민국의 사업가, 골프 선수로 배우 이요원의 남편이다.
인천에 연고를 둔 화학회사 오너의 장남으로 유통업체를 비롯한 몇몇 사업체를 운영하고 있다. 프로골퍼 자격증이 있지만 실제로 활동한 적은 없다.